# Phellus
Phellus is een vliegengeslacht uit de familie van de roofvliegen (Asilidae).

## Soorten
- P. glaucus Walker, 1851
- P. olgae Paramonov, 1953
- P. piliferus Dakin & Fordham, 1922